# Eupterote multiarcuata
Eupterote multiarcuata är en fjärilsart som beskrevs av Holloway 1976. Eupterote multiarcuata ingår i släktet Eupterote och familjen Eupterotidae. Inga underarter finns listade i Catalogue of Life.